# 清远县革命烈士纪念碑
清远县革命烈士纪念碑，位于中国广东省清远市清城区中山公园内，为清远市清城区的一个市、县级文物保护单位，类型为近现代重要史迹及代表性建筑，公布时间为2002年5月。
清远县革命烈士纪念碑的历史年代为1958年。